# Аспиро
Аспиро (фр. Aspiran) је насеље и општина у јужној Француској у региону Лангдок-Русијон, у департману Еро која припада префектури Лодев.
По подацима из 2011. године у општини је живело 1.526 становника, а густина насељености је износила 94,61 становника/km². Општина се простире на површини од 16,13 km². Налази се на средњој надморској висини од 79 метара (максималној 160 m, а минималној 17 m).

## Демографија
| 1962. | 1968. | 1975. | 1982. | 1990. | 1999. | 2011. |
| ----- | ----- | ----- | ----- | ----- | ----- | ----- |
| 1.158 | 1.194 | 1.023 | 1.031 | 1.072 | 1.167 | 1.526 |

График промене броја становника у току последњих година